# Chauvinisme
Chauvinisme is een exceptionalistische vorm van patriottisme waarbij het eigen land, volk, taal of regio sterk opgehemeld wordt.
De term verwijst naar de fictieve soldaat Nicolas Chauvin. Diens absolute toewijding aan Napoleon werd in het Franse volkstoneel van de vroege negentiende eeuw regelmatig bespot, waardoor hij een semi mythische status kreeg.
Er bestaat overigens geen objectieve norm waarmee kan worden bepaald wanneer patriottisme over gaat in chauvinisme.